# Coelorinchus asteroides
Coelorinchus asteroides és una espècie de peix de la família dels macrúrids i de l'ordre dels gadiformes.

## Morfologia
- Els mascles poden assolir 40 cm de llargària total.[5][6]

## Hàbitat
És un peix bentopelàgic, marí i d'aigües temperades.

## Distribució geogràfica
Es troba al sud del Japó i Taiwan.